# Nahum Sokolow
Nahum Sokolow (Nahum ben Joseph Samuel Sokolow, en hebreo: נחום ט' סוקולוב‎ Nachum ben Yoseph Shmuel Soqolov, en yidis: סאָקאָלאָוו‎, 1859-1936) fue un escritor y traductor polaco, que fue un líder sionista y pionero del periodismo hebreo.

## Biografía
Nacido en una rabínica familia en Wyszogrod, Polonia (entonces Imperio Ruso), Sokolow empezó a escribir para los periódicos locales hebreos, HaTzefirah, cuando sólo tenía diecisiete años. Rápidamente se ganó un gran número de seguidores que cruzaron los límites de la afiliación política y religiosa entre los judíos de Polonia, intelectuales laicos, antisionistas haredim tenía su propia columna regular en estos. Con el tiempo se convertiría en el principal editor de periódicos hebreos.
En 1906 se pidió a Sokolow que asumiera el cargo de secretario general de la Organización Sionista Mundial. En los años siguientes, recorrió Europa y América del Norte para promover la causa sionista. Durante la Primera Guerra Mundial, vivió en Londres, donde fue un destacado defensor de la Declaración Balfour de 1917, en la que el gobierno británico declaró su apoyo a una patria judía en Palestina. En 1931 fue elegido presidente de la Organización Sionista Mundial, y sirvió en este cargo hasta 1935, cuando fue sucedido por Chaim Weizmann. También se desempeñó como Presidente de la Agencia Judía para Palestina entre 1931 y 1933 y fue sucedido por Arthur Ruppin.
Sokolow fue un prolífico autor y traductor. Sus trabajos incluyen un volumen de la historia de tres de Baruch Spinoza y su tiempo, y varias otras biografías. Él fue el primero en traducir el libro de  Theodor Herzl , su utópica novela Altneuland al hebreo, dándole el nombre de Tel Aviv (literalmente, "Una antigua colina de la primavera"). En 1909, el nombre fue adoptado para la primera ciudad moderna de habla hebrea: Tel Aviv.
Sokolov fue a Roma para obtener el apoyo para el plan de un estado judío en Palestina, donde habló a Monseñor Eugenio Pacelli, futuro papa Pío XII. Que el Papa Benedicto XV había condenado enérgicamente el antisemitismo de un año antes era visto como un buen augurio.
Murió en Londres en 1936. 

## Reconocimientos
El kibutz Sde Nahum lleva su nombre. En 1956 se instauró el Premio Sokolov otorgado por el Ayuntamiento de Tel Aviv en reconocimiento a la excelencia en el periodismo y a la investigación. Está considerado como en premio Pulitzer en Israel.